# Bicyclus safitza
Bicyclus safitza là một loài bướm ngày thuộc họ Nymphalidae. Nó được tìm thấy ở khắp Châu Phi, phía nam Sahara.
Sải cánh dài 40–45 mm đối với con đực và 43-48 đối với con cái. Con trưởng thành bay quanh năm.
Ấu trùng ăn nhiều loại cỏ, bao gồm Ehrharta erecta.

## Phụ loài
- Bicyclus safitza safitza (South of Sahara except Ethiopia)
- Bicyclus safitza aethiops (Rothschild & Jordan, 1905) (Ethiopia)